# 390 km (obwód riazański)
390 km (ros. 390 км) – przystanek kolejowy w miejscowości Murzinki, w rejonie sasowskim, w obwodzie riazańskim, w Rosji. Położony jest na linii Moskwa – Riazań – Samara.